# Campeonato Amapaense de Futebol de 2022
O Campeonato Amapaense de Futebol de 2022 é a 77.ª edição em 78 anos da divisão principal do campeonato estadual do Amapá.
Inicialmente, 8 clubes confirmaram participação no torneio: seis times tradicionais da capital Macapá, o Macapá, Santos-AP, São Paulo-AP, Trem (campeão estadual no ano anterior), Oratório e Ypiranga-AP, além do Santana e o Independente-AP, da cidade homônima. Porém, o Clube da Torre encaminhou oficio solicitando a desistência da competição alegando dívidas e processos na justiça.
No dia seguinte do pedido de desistência o clube tentou reverter a solicitação, mas a Federação negou o pedido.
Com a negativa o Ypiranga ingressou na data de abertura do Campeonato com pedido no TJD-AP para sua inclusão na competição. No mesmo dia o TJD definiu a suspensão do campeonato após a primeira rodada para o julgamento da ação. Por unanimidade o TJD-AP definiu a desistência do Ypiranga e a continuidade do campeonato.
Após a definição do TJD-AP, o Ypiranga ingressou com pedido no STJD para que fosse incluído no campeonato. O tribunal determinou que o Campeonato fosse suspenso a partir da 4º Rodada, até julgamento da ação, e em 18 de maio o pedido foi julgado procedente, por unanimidade, determinando a inclusão do clube no Amapazão 2022.
O campeão ganhará vaga na Copa do Brasil de 2023, a Copa Verde de 2023 e a Série D de 2023.

## Regulamento
As oito equipes jogam entre si em jogo único. As quatro primeiras se classificam para a semifinal, onde é disputado em jogo único. Os vencedores vão para a final. O campeão será classificado para a Copa do Brasil de 2023, a Copa Verde de 2023 e a Série D de 2023.

### Critério de desempate
Os critério de desempate foram aplicados na seguinte ordem:
1. Maior número de vitórias
2. Maior saldo de gols
3. Maior número de gols pró (marcados)
4. Maior número de gols contra (sofridos)
5. Confronto direto
6. Sorteio

## Fase final
Em itálico as equipes que possuem o mando de campo e a vantagem do empate pela melhor campanha; em negrito as equipes vencedoras.
|  | Semifinais      | Semifinais      |   |      | Final | Final | Final | Final |
|  |                 |                 |   |      |       |       |       |       |
|  | Trem            | 2               |   |      |       |       |       |       |
|  | Santana         | 2               |   |      |       |       |       |       |
|  | Santana         | 2               |   | Trem | 2     | 1     | 3 (9) |       |
|  |                 |                 |   | Trem | 2     | 1     | 3 (9) |       |
|  |                 | Independente-AP | 2 | 1    | 3 (8) |       |       |       |
|  | Independente-AP | Independente-AP | 2 | 1    | 3 (8) | 1     |       |       |
|  | Independente-AP |                 |   |      |       | 1     |       |       |
|  | Santos-AP       | 1               |   |      |       |       |       |       |

## Premiação
| Campeonato Amapaense de 2022 |
| Macapá                       |
| ---------------------------- |
| Trem Bicampeão (8.º título)  |

## Técnicos
| Equipe          | Técnico                                                              |
| --------------- | -------------------------------------------------------------------- |
| Independente-AP | João Paulo Babaloo (1ª—)                                             |
| Macapá          | Miguel Seruca (1ª—)                                                  |
| Oratório        | Neto Gonçalves (1ª—4ª) Fábio Duarte (5ª—)                            |
| Santana         | Isac Pinheiro (1ª—)                                                  |
| Santos-AP       | Hadson Nery (pré-temporada) Alberto Acosta (1ª—)                     |
| São Paulo-AP    | Reginaldo Salomão (1ª) Rosemberg Albino (2ª—3ª) Arlem Oliveira (4ª—) |
| Trem            | Sandro Macapá (1ª—)                                                  |
| Ypiranga-AP     | Renato Bessa (1ª—)                                                   |

### Mudanças de Técnicos
| Clube        | Antecessor        | Motivo    | Data                | Última partida               | Rod | Pos | Sucessor         | Ref.         |
| ------------ | ----------------- | --------- | ------------------- | ---------------------------- | --- | --- | ---------------- | ------------ |
| Santos-AP    | Hadson Nery       | Resignado | 22 de abril de 2022 | Pré-temporada                |     |     | Alberto Acosta   | [ 9 ] [ 10 ] |
| São Paulo-AP | Reginaldo Salomão | Resignado | 4 de maio de 2022   | São Paulo-AP 0 x 3 Santos-AP | 1ª  | 8ª  | Rosemberg Albino | [ 11 ]       |
| São Paulo-AP | Rosemberg Albino  | Resignado | 15 de maio de 2022  | São Paulo-AP 1 x 2 Santana   | 4ª  | 8ª  | Arlem Oliveira   |              |
| Oratório     | Neto Gonçalves    | Resignado | 10 de junho de 2022 | Oratório 4 x 0 São Paulo-AP  | 4ª  | 3ª  | Fábio Duarte     | [ 12 ]       |